# Ki Bo-bae
Ki Bo-Bae (20 de fevereiro de 1988, Anyang, Coreia do Sul) é uma arqueira sul-coreana, tricampeã olímpica.

## Olimpíadas

### Londres 2012
Nos Jogos Olímpicos de Verão de 2012, em Londres conseguiu uma grande façanha ao obter duas medalhas de ouro no tiro com arco, uma individual e outra por equipes.
Ki Bo-Bae fez parte da equipe sul-coreana nas Olimpíadas de 2016 que conquistou a medalha de ouro no Tiro com arco nos Jogos Olímpicos de Verão de 2016 - Equipes femininas, ao lado de Choi Mi-sun e Chang Hye-jin.
No individual perdeu na semifinal para Chang Hye-jin, e venceu a disputa pela medalha de bronze contra a mexicana Alejandra Valencia.